# Ryan Gravenberch
Ryan Gravenberch (ur. 16 maja 2002 w Amsterdamie) – holenderski piłkarz, występujący na pozycji pomocnika w angielskim klubie Liverpool F.C. oraz w reprezentacji Holandii.

## Życiorys
Jest wychowankiem amsterdamskiego AFC Ajax. W jego zespołach juniorskich trenował w latach 2010–2018. Treningi piłkarskie rozpoczął natomiast w klubie AVV Zeeburgia. W rozgrywkach Eredivisie zadebiutował 23 września 2018 w przegranym 0:3 meczu z PSV Eindhoven. Do gry wszedł w 83. minucie, zastępując Davida Neresa i tym samym został najmłodszym zawodnikiem Ajaxu w historii, który zagrał w Eredivisie w wieku 16 lat i 130 dni, pobijając rekord 16 lat i 242 dni ustanowionego przez Clarence Seedorfa. W 2019 został na stałe włączony do kadry pierwszego zespołu Ajaksu. W sezonie 2018/2019 wraz z klubem zdobył mistrzostwo i puchar Holandii.
25 listopada 2020 roku, Gravenberch strzelił swoją pierwszą bramkę w Lidze Mistrzów UEFA w wygranym 3:1 meczu z FC Midtjylland.
13 czerwca 2022 roku Gravenberch podpisał pięcioletni kontrakt z klubem Bundesligi – Bayern Monachium. Kwota transferowa wyniosła 18 milionów euro plus dodatkowe 5 milionów euro w postaci zmiennych. 31 sierpnia 2022 roku strzelił swojego pierwszego gola w barwach Bayernu i zaliczył asystę w wygranym 5:0 meczu z Viktorią Köln w DFB-Pokal.
1 września 2023 roku, w ostatnim dniu okienka transferowego angielskiej Premier League, Gravenberch podpisał pięcioletni kontrakt z Liverpool F.C. Kwota transferowa wynosiła, według doniesień, 40 milionów euro.
Wraz z reprezentacją Holandii do lat 17 w 2018 wywalczył juniorskie mistrzostwo Europy.

## Sukcesy

### AFC Ajax
- Mistrzostwo Holandii: 2018/2019, 2020/2021, 2021/2022
- Puchar Holandii: 2018/2019, 2020/2021

### Bayern Monachium
- Bundesliga: 2022/2023
- Superpuchar Niemiec: 2022

### Wyróżnienia
- Nagroda Johana Cruijffa: 2020/2021